# Райт, Уильям (ботаник)
Уильям Райт (англ. William Wright; 1735—1819) — шотландский врач, ботаник, один из основателей Эдинбургского королевского общества.

## Биография
Родился в марте 1735 года в Криффе (Пертшир), учился в гимназии Криффа. С 1752 по 1756 год служил учеником врача у Г. Деннистоуна в Фолкерке. Затем изучал медицину в Эдинбургском университете. В 1758 году стал хирургом Королевского флота и служил в Вест-Индии до 1763 года. В 1763 году получил степень доктора медицины в Сент-Эндрюсском университете. В 1774 году был избран в Американское философское общество. Райт был рабовладельцем и выступал против отмены рабства.
В 1764 году Райт стал помощником доктора Грея на сахарной плантации в Кингстоне на Ямайке, где он инвестировал доход от своей медицинской практики в рабов и землю. В партнёрстве с доктором Томасом Стилом построил поместье Орандж-Хилл, где его медицинская практика отвечала за лечение 1200 рабов и местного свободного населения. К 1771 году Райт владел тридцатью тремя рабами. Именно в это время он стал коллекционером ямайских растений и зарекомендовал себя как ботаник. Назначенный генеральным хирургом Ямайки в 1774 году, Райт оставался на острове до 1777 года, затем провёл два года в Лондоне. Он поступил на службу в британский флот в 1779 году и был захвачен французами. Вернулся на Ямайку в 1782 году и в следующем году стал главным врачом колонии. В 1784 году после смерти Стила он продал свою собственность на Ямайке, доходы от которой поддерживали его до конца жизни. Вернулся в Шотландию в 1786 году и большую часть времени жил в Эдинбурге.
С 1796 по 1798 год участвовал в экспедиции под руководством сэра Ральфа Эберкромби (1734—1801), исследовавшей Карибское море.
Уильям Райт стал членом Королевского общества в 1778 году. Он был членом многочисленных обществ, среди которых Лондонское Линнеевское общество, ассоциированным членом которого он стал в 1807 году; Вернеровское общество естественной истории в 1808 году, одним из основателей которого он был; Королевский колледж врачей Эдинбурга, председателем которого он был в 1801 году.
Райт опубликовал множество статей по медицине. Его ямайские коллекции стали важным вкладом в естественную историю. В частности, он описал более 750 видов растений.
Райт прожил свои последние годы в Эдинбурге, никогда не был женат и не имел детей. Умер в Эдинбурге в Новом городе 19 сентября 1819 года, похоронен в северо-западной части западного расширения Грейфрайарс-Киркирд.

## Ботанические таксоны
В честь Райта названы роды растений Wrightia и Wrightea (синоним Wallichia), которые были названы так Робертом Броуном (1773—1858) и Уильямом Роксбером (1759—1815).